# Kenneth W. Spence
Kenneth Wartinbee Spence (* 6. Mai 1907 in Chicago; † 12. Januar 1967 in Austin, Texas) war ein US-amerikanischer Psychologe, der für seine Beiträge zur Theorie der Lernmotivation bekannt wurde. Er gehörte zu den meistzitierten Psychologen seiner Zeit.

## Leben und Werk
1911 zog seine Familie nach Montreal, Quebec. Dort besuchte er die West Hill High School im Viertel Notre Dame de Grace. Spence zog sich eine Sportverletzung zu und zog zu seiner Großmutter nach La Crosse, Wisconsin. Dort besuchte er das LaCrosse Teacher’s College zum Sportlehrerstudium.
An der McGill-Universität nahm er ein Psychologiestudium auf und erhielt Abschlüsse 1929 als Bachelor und 1930 als Master. Danach ging er an die Yale University als Forschungsassistent von Robert M. Yerkes, der seine Dissertation über die Sichtschärfe von Schimpansen betreute. Den Ph. D. erhielt er in Yale 1933. Dort arbeitete er mit Walter Shipley, um die Lernfähigkeit von Ratten zu prüfen, die zur Forschung des Neobehavioristen Clark L. Hull gehörte.
Von 1933 bis 1937 arbeitete er für das National Research Council an den Yale Laboratories of Primate Biology in Orange Park. Dort untersuchte er das Diskriminationslernen von Schimpansen. Wie Karl Lashley (1929) zeigte, treffen Ratten bei der Unterscheidungsaufgabe eine Entscheidung in zwei Stufen: Nach einer ausgedehnten Phase der Sichtung von Möglichkeiten folgt plötzlich eine kurze Zeit für eine Wahl, mit hoher Treffsicherheit der günstigeren Lösung. Lashley erklärte dies mit einer hypothetischen Überlegung, um die richtige Wahl zu finden, was auf eine hohe Intelligenz schließen ließe. Dagegen schlug Spence im Sinne des Behaviorismus vor, der wesentliche Lernvorgang sei durch vermehrte Reize für die eine Wahl und weniger Reize für die andere entstanden, ein Lernen, das nicht direkt bei der Wahlabwägung entsteht.
Spence ging 1938 an die University of Iowa, wo er ab 1942 die Abteilung für Psychologie leitete. Im Umkreis von Kurt Lewin wurde diese eine führende Einrichtung in den USA. Dort befasste er sich mit einfachen Lernvorgängen wie der Konditionierung von Augenlidern, um den Einfluss von Motivation auf die klassische Konditionierung zu prüfen. Dies ging in Hulls Buch Principles of Behavior ein. Mit Hull glaubte Spence, Lernen sei das Ergebnis einer Interaktion zwischen Trieb und antreibender Motivation. Doch hielt er die Rolle der inneren Motivation für bedeutender.
1964 wechselte er an die University of Texas in Austin.
Spence war zweimal verheiratet, nach der Scheidung heiratete er 1959 seine Doktorandin, die bedeutende Psychologin Janet Taylor.
Spence wurde 1955 Mitglied der National Academy of Sciences.

## Schriften (Auswahl)
- The Nature of Discrimination Learning in Animals, 1936.
- The Differential Response in Animals to Stimuli Varying Within a Single Dimension, 1937.
- Continuous Versus Non-continuous Interpretations of Discrimination Learning, 1940.
- The Nature of Theory Construction in Contemporary Psychology, 1944.
- The Postulates and Methods of Behaviorism, 1948.
- Theoretical Interpretations of Learning, 1951.
- Mathematical Formulations of Learning Phenomena, 1952.
- Behavior Theory and Conditioning, 1956.
- Anxiety and Strength of the UCS as Determiners of the Amount of Eyelid Conditioning, 1951.
- Cognitive and Drive Factors in the Extinction of the Conditioned Eyeblink in Human Subjects, 1966.

## Einzelbelege
1. 1 2  Abram Amsel (1995). Kenneth Wartinbee Spence. Biographical Memoirs. 66: 335–351 (PDF; 168 kB).
2. ↑  Howard H. Kendler: Kenneth W. Spence (1907-1967): Obituary. In: Psychological Review. Band 74, Nr. 5, September 1967, ISSN 1939-1471, S. 335–341, doi:10.1037/h0024873 (apa.org [abgerufen am 16. August 2021]).
3. ↑  Kenneth Spence. In: nasonline.org. National Academy of Sciences, abgerufen am 16. August 2021 (englisch).

| Personendaten    | Personendaten                                  |
| ---------------- | ---------------------------------------------- |
| NAME             | Spence, Kenneth W.                             |
| ALTERNATIVNAMEN  | Spence, Kenneth Walberbee (vollständiger Name) |
| KURZBESCHREIBUNG | US-amerikanischer Psychologe                   |
| GEBURTSDATUM     | 6. Mai 1907                                    |
| GEBURTSORT       | Chicago                                        |
| STERBEDATUM      | 12. Januar 1967                                |
| STERBEORT        | Austin                                         |